# Rombas
Rombas là một xã trong vùng Grand Est, thuộc tỉnh Moselle, quận Metz-Campagne, tổng Rombas. Tọa độ địa lý của xã là 49° 15' vĩ độ bắc, 06° 05' kinh độ đông. Rombas nằm trên độ cao trung bình là 200 mét trên mực nước biển, có điểm thấp nhất là 162 mét và điểm cao nhất là 383 mét. Xã có diện tích 11,69 km², dân số vào thời điểm 1999 là 10.743 người; mật độ dân số là 918 người/km².

## Thông tin nhân khẩu
| 1962   | 1968   | 1975   | 1982   | 1990   | 1999   |
| ------ | ------ | ------ | ------ | ------ | ------ |
| 10 492 | 12 412 | 13 303 | 11 733 | 10 844 | 10 743 |